# Harumi Kōri
Harumi Kōri (jap. 郡 晴己, Kōri Harumi; * 17. August 1953) ist ein ehemaliger japanischer Fußballspieler und -trainer.

## Karriere
Kōri erlernte das Fußballspielen in der Schulmannschaft der Osaka University of Commerce. 1985 wurde Kōri Trainer von Kawasaki Steel (heute: Vissel Kobe). Von Saison 1985 bis Saison 1991/92 war er der Trainer. Von 1993 bis 1994 war er der Trainer. Im Oktober 1998 wurde Kōri Trainer von Vissel Kobe.